# Région militaire (Allemagne)
Pour les articles homonymes, voir WK.

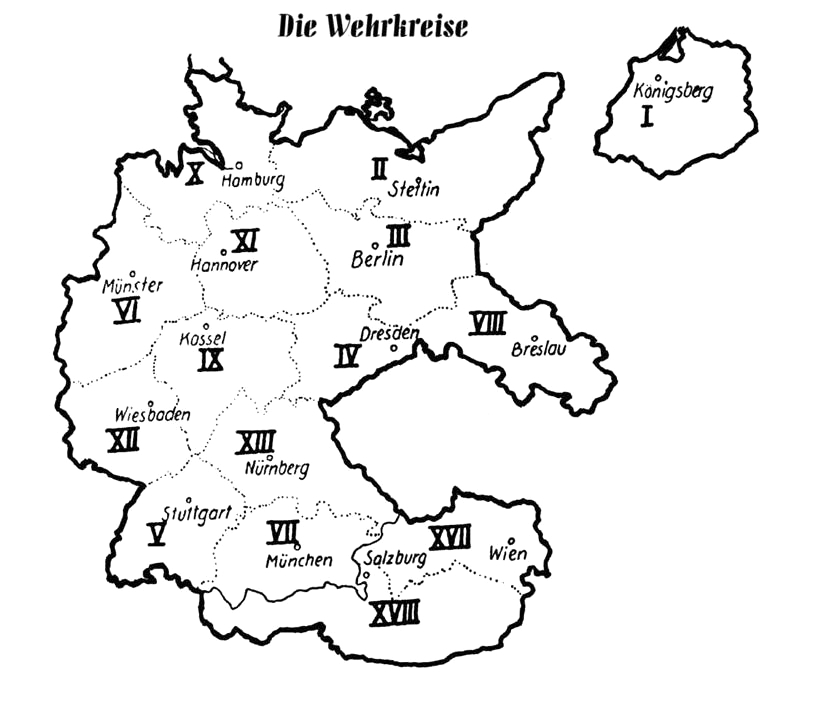
Les 15 régions militaires de l'Allemagne en 1938, après l'Anschluss.

La région militaire allemande a changé plusieurs fois de nom en fonction de l'évolution des forces armées allemandes. Pendant la période de l'Empire allemand (1871-1918), le territoire était subdivisé en Korpsbereiche (« régions de corps d'armée »), puis sous la république de Weimar (1918-1933) et le Troisième Reich (1933-1945), en Wehrkreis (pluriel Wehrkreise, abrégé WK).
À partir de 1956, le territoire de la RFA est organisé en six Wehrbereich (commandés chacun par un Wehrbereichskommando, WBK), auxquels se rajoutent les deux Militärbezirke de la RDA (III à Leipzig et V à Neubrandenbourg). En 2006, l'organisation territoriale de la Bundeswehr est refondue en quatre Wehrbereich, qui disparaissent en 2013.

## Liste des Wehrkreise
| Les régions militaires de l'Allemagne | Les régions géographiques                                                     | Siège de l'administration du WK |
| ------------------------------------- | ----------------------------------------------------------------------------- | ------------------------------- |
| Wehrkreis I                           | Province de Prusse-Orientale (Ostpreußen) et Białystok                        | Königsberg                      |
| Wehrkreis II                          | Province de Poméranie et Mecklembourg                                         | Stettin                         |
| Wehrkreis III                         | une partie de la Nouvelle-Marche et la province de Brandebourg                | Berlin                          |
| Wehrkreis IV                          | Saxe, Thuringe orientale et Nord de la Bohême                                 | Dresde                          |
| Wehrkreis V                           | Bade, Wurtemberg et Alsace                                                    | Stuttgart                       |
| Wehrkreis VI                          | Province de Westphalie, Nord de la province de Rhénanie et Belgique orientale | Münster                         |
| Wehrkreis VII                         | Sud de la Bavière                                                             | Munich                          |
| Wehrkreis VIII                        | Province de Silésie et Sudètes                                                | Breslau                         |
| Wehrkreis IX                          | Hesse et Thuringe occidentale                                                 | Cassel                          |
| Wehrkreis X                           | Schleswig-Holstein et Nord du Hanovre                                         | Hambourg                        |
| Wehrkreis XI                          | Brunswick, Anhalt et Sud du Hanovre                                           | Hanovre                         |
| Wehrkreis XII                         | Eifel, Palatinat, Sarre, Lorraine et Luxembourg                               | Wiesbaden                       |
| Wehrkreis XIII                        | Nord de la Bavière et Ouest de la Bohême                                      | Nuremberg                       |
| Wehrkreis XVII                        | Autriche, Sud de la Bohême et de la Moravie                                   | Vienne                          |
| Wehrkreis XVIII                       | Styrie, Carinthie, Tyrol et Nord de la Slovénie                               | Salzbourg                       |
| Wehrkreis XX                          | Prusse-occidentale                                                            | Dantzig                         |
| Wehrkreis XXI                         | Wartheland                                                                    | Posen                           |
| Wehrkreis Böhmen und Mähren           | Protectorat de Bohême-Moravie                                                 | Prague                          |
| Wehrkreis Generalgouvernement         | Gouvernement général                                                          | Cracovie                        |

1. 1 2  Les régions militaires XX et XXI ont été établies en Pologne après sa défaite, à Gdańsk et Poznań, dans des régions qui faisaient autrefois partie de l'Empire allemand. Ces régions furent annexées par l'Allemagne.
2. 1 2  Ces deux régions militaires supplémentaires ont été créés en 1942 dans des régions déjà annexées par l'Allemagne.

## Organisation et historique desWehrkreise

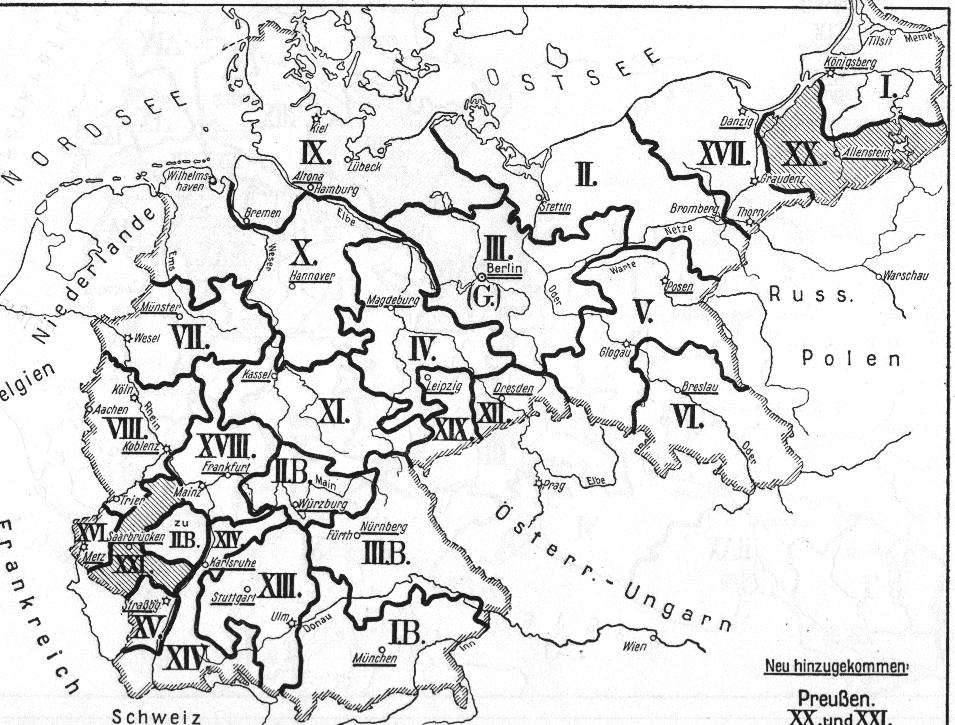
1914 : les Korpsbereiche de l'Empire allemand (en grisé : les deux corps créés en 1912).

### Période de la Reichswehr
La disposition et la numérotation des sept Wehrkreise de la Reichswehr reprend en partie la division du territoire de l'Empire allemand en 1914 en 24 « régions de corps d'armée » (Korpsbereiche) qui comprenait un corps d'armée par région. La Reichswehr stationne qu'une division par Wehrkreis portant le même numéro, de I à VII, en application du traité de Versailles.

### Expansion rapide sous leIIIeReich
En 1935, trois nouvelles régions militaires sont créées, les WK VIII, IX et X. À l'automne 1936, les WK XI et XII sont formées. Puis à l'automne de 1937, une treizième région militaire est formée (le WK XIII) par un découpage du WK VII.
À partir de 1935 le Wehrkreis redevient le QG d'un corps d'armée portant le même numéro ; par exemple, le Generalkommando II. Armee-Korps a son QG à Stettin, dans le Wehrkreis II. Il y a donc théoriquement treize corps d'armée en Allemagne au début de la création de la Wehrmacht. Cependant, comme l'Armée allemande développait des divisions nouvelles, les Schnellen Truppen, il fut décidé de créer trois corps d'armée supplémentaires qui n'aurait pas une région militaire correspondante, d'où le trou dans la numérotation des Wehrkreis, on passe de XIII à XVII (pour l'Autriche) et c'est à cause du Generalkommando XIX. Armee-Korps, créé en Autriche, après l'Anschluss, qu'aucune 19e région militaire (WK XIX) ne sera créée durant la guerre.
- Generalkommando XIV. (mot.) Armee-Korps mis sur pied à Magdebourg (WK XI) le 1er avril 1938 pour encadrer les quatre divisions motorisées (2e, 13e, 20e et 29e) de l'armée de terre allemande[1].
- Generalkommando XV. (mot.) Armee-Korps mis sur pied le 10 octobre 1938 à Iéna (WK IX) pour encadrer les trois leichte Divisionen de l'armée de terre allemande[2].
- Generalkommando XVI. (mot.) Armee-Korps mis sur pied en février 1938 à Berlin (WK III) pour les trois Panzer-Division de l'armée de terre allemande. Son autre nom était le (General)Kommando der Panzertruppen.
- Generalkommando XIX. Armee-Korps mis sur pied juste avant le déclenchement de la guerre, à Vienne (WK XVII), le 1er juillet 1939[3] pour diriger la 2. Panzer-Division (dont la garnison passe de Wurtzbourg à Vienne[4]) et la nouvelle 4. leichte Division.

À partir de 1935, le commandant du corps d'armée devient aussi le gouverneur de toute la région militaire. Mais pour soulager les commandants du travail administratif et dans la mesure du possible les laisser s'occuper des affaires militaires de leurs unités, l'administration du WK est mise entre les mains d'un poste dit General z.b.v. (général à emploi spécial). Il s'agissait la plupart du temps d'un général d'un certain âge dont la santé ne permettait plus de commander sur le terrain mais dont l'expérience le rendait particulièrement apte à ce poste administratif.
Avec l'ordre de mobilisation et l'entrée en guerre, début septembre 1939, le commandant général du WK part avec son corps d'armée en guerre à l'étranger et le général à emploi spécial devient gouverneur (Befehlshaber) de la région militaire.

### Les 19 régions duGroßdeutsches Reich

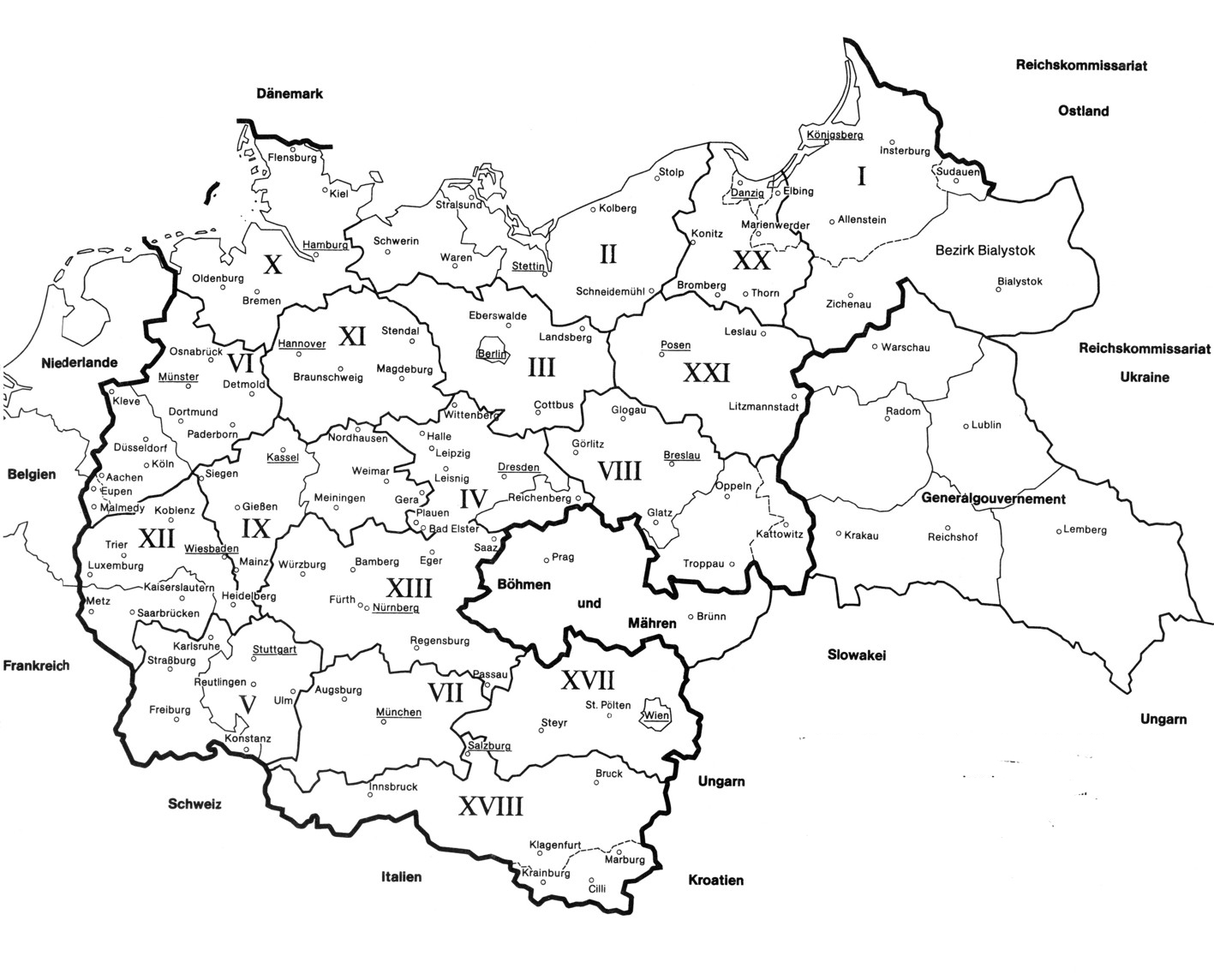
Les dix-neuf régions militaires du Grossdeutsches Reich en 1943-1944.

Au début de la guerre, l'Allemagne compte quinze régions militaires, portant les numéros I à XIII, plus les XVII et XVIII ; deux Wehrkreise furent ajoutés après la campagne de Pologne, les WK XX et XXI. Et enfin, deux nouveaux Wehrkreise furent ajoutés en 1942, le Wehrkreis Böhmen-Mähren qui incluait tout le protectorat de Bohême-Moravie, et le Wehrkreis Generalgouvernement qui contenait les régions polonaises non intégrés dans les WK XX et XXI. À partir de la fin de 1942, le Großdeutsches Reich est subdivisée en dix-neuf Wehrkreise.

### Organisation desWehrkreise
Les Wehrkreise sont organisés selon une chaîne de direction qui comprend une zone d'affectation (Wehrersatzbezirk) et des sous-zones d'affectation (Wehrbezirk). La plupart des régions militaires possèdent deux ou trois zones d'affectation, bien que des régions très habités peuvent en compter jusqu'à quatre, alors que d'autres régions peu peuplées n'ont n'en qu'une. Le QG d'une Wehrersatzbezirk s'appelle le Wehrersatz-inspektion, celui d'une Wehrbezirk est le Wehrbezirks-kommando.
Dès la fin de l'année 1944, des sections de WK à l'est furent occupées (ou libérées) par l'Armée rouge. L'OKW mit en place des solutions pour pallier le problème de la rotation des élèves-officiers et des blessés sortant des hôpitaux.